# Géographie de l'Oise
L'Oise fait partie de la région Hauts-de-France. Le département est situé à 30 km au nord de Paris. Il est limitrophe des départements de la Somme, de l'Aisne, de Seine-et-Marne, du Val-d'Oise, de l'Eure et de la Seine-Maritime. Il est traversé par l'Oise et l'Aisne qui se jette dans l'Oise près de Compiègne. Il est composé de très nombreuses forêts, sur la rive gauche de l'Oise en particulier, comme les forêts de Compiègne, de Chantilly ou d'Ermenonville ainsi que de très nombreux étangs.

## Composition culturelle
Ce département regroupe pour la plupart des territoires de l'ancienne province de Picardie, partagés entre la partie septentrionale de l'ancien gouvernement d'Île-de-France (anciens fiefs mouvants de la couronne de France : comté de Valois, comté de Clermont, Vexin français, villes de Compiègne et Senlis, l'évêché de Noyon et celui de Beauvais) avec la partie méridionale de l'ancien gouvernement de Picardie.
Géographiquement, le département peut se découper en plusieurs zones dont certaines constituent tout ou partie de régions naturelles :
- les plaines du plateau de la Somme dans le Nord,
- les forêts du Valois dans le Sud-Est,
- les buttes et le plateau du Vexin français dans le Sud-Ouest,
- le pays de Thelle et la partie orientale du pays de Bray dans l'Ouest,
- le pays du clermontois au centre.

L'influence de Paris est très forte dans le Sud du territoire et transforme villes et villages en zones dortoirs (Creil, Méru). Senlis, Chantilly puis Compiègne et la vallée de l'Oise (jusqu'à Noyon) conservent néanmoins une vivacité économique locale grâce au tourisme vert ou au tissu industriel. Le reste du département est plutôt constitué d'entités agricoles déconnectées de tout rayonnement urbain fort où Amiens semble être la contrepartie de Paris. C'est pourquoi on remarque une opposition Nord-Sud due à l'attraction entre ces villes. De même une dualité interne Est-Ouest s'exerce entre Compiègne et Beauvais, agglomérations de taille comparable et principaux foyers économiques. D'ailleurs sous la Révolution, ces deux villes s'échangeaient le rôle de préfecture.

Paysages de l'Oise :
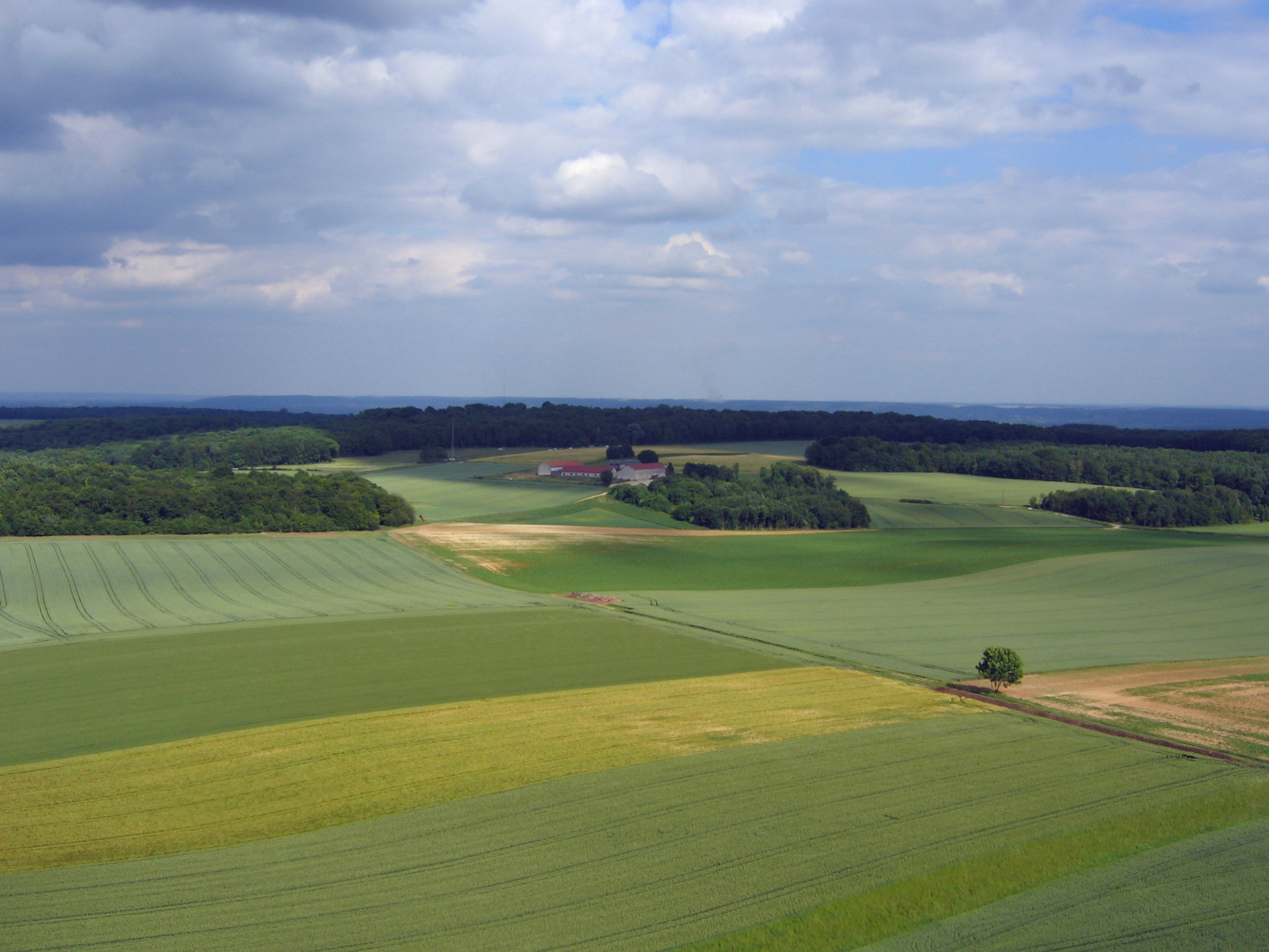
Cannectancourt, dans le nord-est.
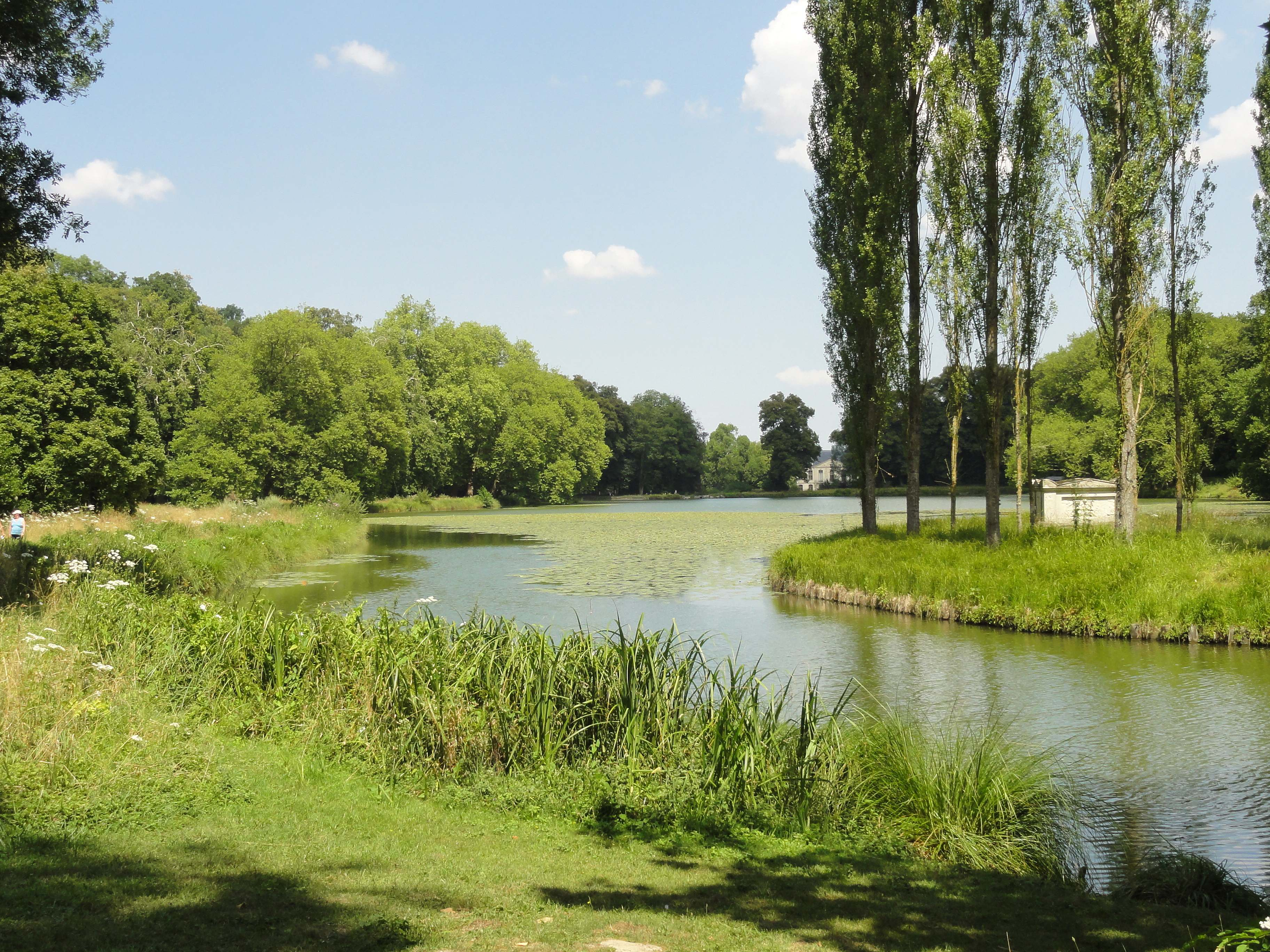
Ermenonville, dans le sud-est.

## Tracé des limites

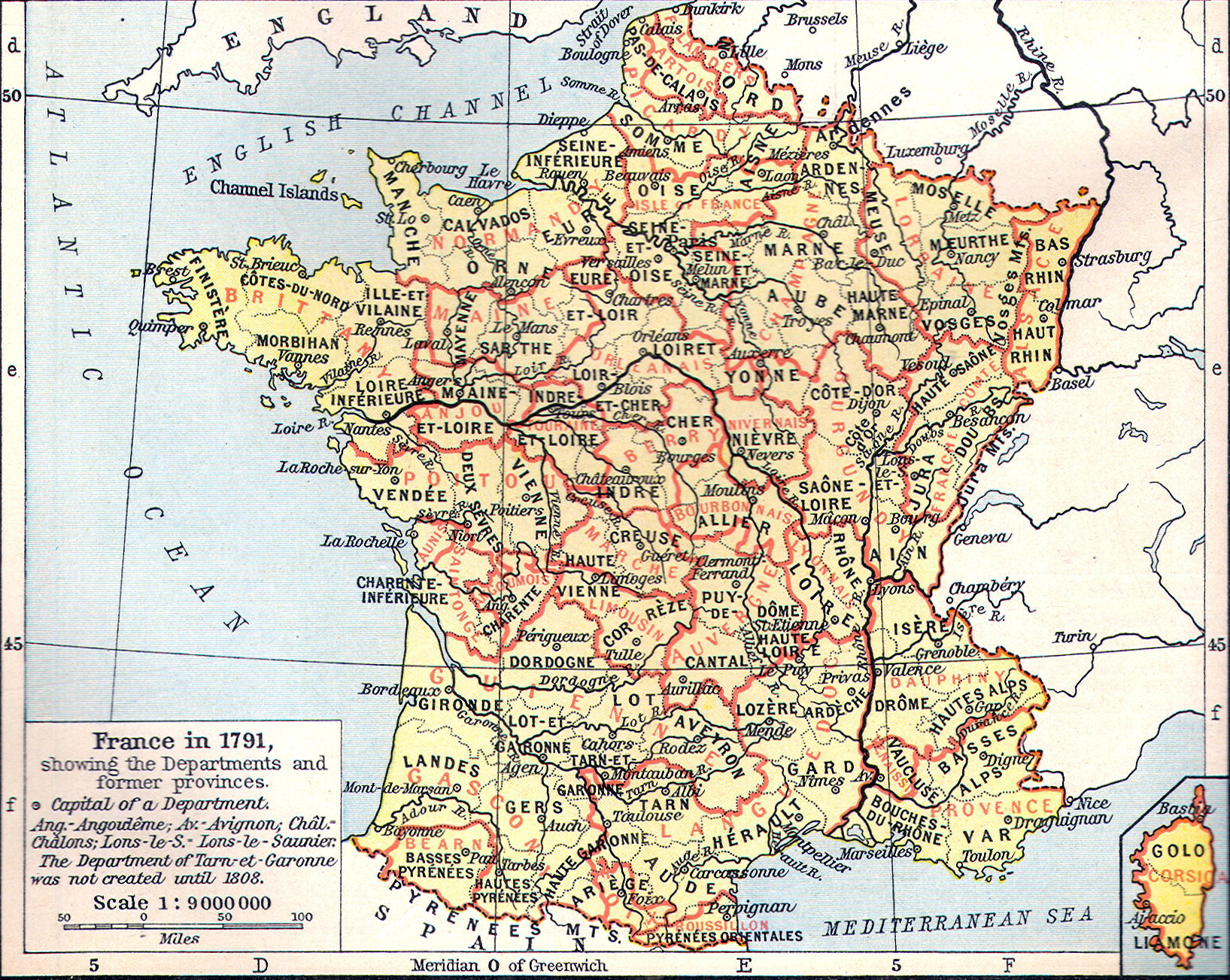
Les départements français (1791) et les limites des anciens gouvernements.

Voici les coïncidences des limites de l'Oise qui peuvent être observées, notamment, par superposition de cartes :
- À l'ouest : la frontière avec l'Eure et la Seine-Maritime reprend celle entre les anciens gouvernements d'Île-de-France et de Normandie, marquée par la rivière de l'Epte.
- Au sud-ouest : à la frontière avec le Val-d'Oise, on trouve notamment la butte de Montmélian, qui constitue la limite entre le pays de France et le Valois, ainsi que les buttes de Rosne.
- Au sud-est : la frontière avec la Seine-et-Marne reprend celle entre les anciens gouvernements d'Île-de-France et de Champagne.

De manière moins naturelle :
- À l'est : les limites départementales de l'Aisne se sont formées à la suite de longues négociations entre Laon, Soissons et l'Assemblée nationale[2].